# Chaz Lamar Shepherd
Chaz Lamar Shepherd (ur. 26 października 1977 roku w Filadelfia, Pensylwania, USA), amerykański aktor filmowy i telewizyjny.

## Filmografia
- Woman, Thou Art Loosed (2004) jako Diakon
- Babski oddział (Division, The) (2001–2004) jako Keith (gościnnie)
- Temptations, The (1998) jako Elbridge 'Al' Bryant
- Siódme niebo (7th Heaven) (1996–2007) jako John Hamilton (1999-2001)(gościnnie)
- Gruby i chudszy (Nutty Professor, The) (1996) jako Student
- Desperatki (Set It Off) (1996) jako Stevie
- Moesha (1996–2001) jako Whitlock (gościnnie)
- Steve Harvey Show, The (1996–2002) jako Dexter (gościnnie)
- Z dala od domu (Pig's Tale, A) (1995) jako Royce
- In the House (1995–1999) jako Mark (gościnnie)
- Me and the Boys (1994) jako Artis Tower
- Jak dwie krople czekolady (Sister, Sister) (1994–1999) jako Shawn (gościnnie)
- Dotyk anioła(Touched by an Angel) (1994–2003) jako Młody CandyMcCloud (gościnnie)
- Nocne łowy (Survive the Night) (1993) jako Thad